# 小川つぐみ
小川 つぐみ（おがわ つぐみ、1971年3月30日 - 2004年2月1日以前）は、日本の元AV女優。
身長:147cm。体重:35kg。スリーサイズ:B72・W54・H76。

## 略歴・人物
1989年にAVデビュー。
2002年以前に交通事故にて亡くなっていた。

## 作品

### アダルトビデオ
- 仔羊調教 （1989年7月20日、サム）
- 桃のせっくちゅ 〜禁じられたお遊び〜 （1989年10月11日、アリスJAPAN）
- 発芽汁 （1989年10月25日、フリービジョン）
- 毎日がレイプ通学 （1989年、VIP）
- タブー・スペシャル 仔羊絶叫 （1989年、サム）
- 夢人形 （1989年、フリーク）
- 美味しい妖精 （1989年、希宝舎）
- 淫らな宿題 （1990年4月、マドンナビデオ）…共演:山下麻衣、水木彩
- エッチな放課後 見逃してくれよォ! （1990年、大陸書房）…共演:冴島奈緒
- お嬢ちゃまは桃ごこち （1990年、ヴォーグ）
- リトルエンジェル （ロコ）
- 麗人麗華 第9章 春の歌 （アルテック）
- 純情 （メディアバンク）
- 絶頂子猫ちゃん （クラッシュビデオ）
- パパにはナイショで!! （KISS）…再編集作品?
- フェアリークィーンは本気みたい （1991年、ルナ・エンタープライズ）…再編集作品?